# Rumjana Batschwarowa

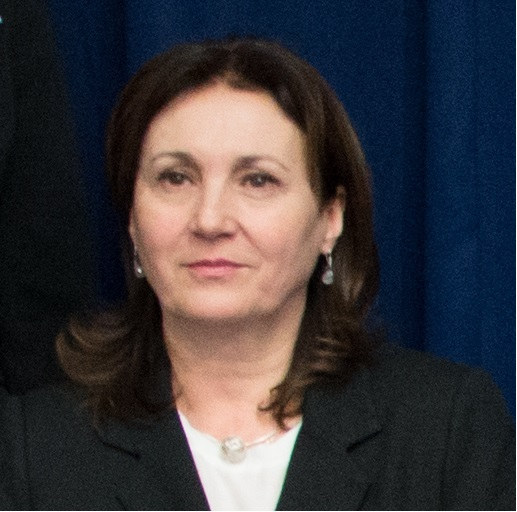
Rumyana Bachvarova 2015

Rumjana Batschwarowa, bulgarisch Румяна Бъчварова (* 13. März 1959 in Schipka) ist eine bulgarische Politikerin (GERB). Zwischen 2014 und 2015 war sie Innenministerin ihres Landes.

## Politische Laufbahn
Batschwarowa ist seit 2009 Mitglied der konservativen Partei GERB, wo sie verantwortlich war für politische Koalition und öffentliche Verwaltung. Am 7. November 2014 wurde sie Teil der Koalitionsregierung um den konservativen Ministerpräsidenten Bojko Borissow. Am 11. März 2015 löste sie Veselin Vuchkov als bulgarischer Innenminister ab.